# ¡Sublime decisión!
¡Sublime decisión! és una obra de teatre en tres actes escrita per Miguel Mihura i estrenada en el Teatro Infanta Isabel de Madrid el 9 d'abril de 1955.

## Argument
Florita és la típica dama espanyola de finals del segle xix, recaptosa i dona de la seva casa. No obstant això, un bon dia decideix emancipar-se i provar sort en el món laboral. Aconsegueix un lloc de treball en un local de l'Administració pública, sòrdid i masclista. Florita és criticada per tots, encara que finalment, altres dones s'uniran a ella, obrint-se una finestreta pública atesa exclusivament per senyores.

## Representacions destacades

### Teatre
- 1955, estrena. Intèrprets: Isabel Garcés, Irene Caba Alba, Pastor Serrador, Erasmo Pascual, Mariano Azaña, Irene Gutiérrez Caba, Julia Gutiérrez Caba, Rafaela Aparicio, Ana María Ventura, Emilio Gutiérrez.[1]
- 1984. Intèrprets: Verónica Forqué, Margot Cottens, Ángel de Andrés, Pilar Bardem, Luis Barbero, Carmen Utrilla, Mimí Muñoz, Carmen Martínez Sierra, Marta Fernández Muro, Antonio Vico.[2]
- 1991. Intèrprets: Emma Ozores, Encarna Abad, Luis Barbero, Queta Claver, Isabel Prinz, Francisco Racionero.[3]

### Cinema
- Sólo para hombres (1960). Direcció: Fernando Fernán Gómez. Intèrprets: Fernando Fernán Gómez, Analía Gadé.

### Televisió
- 1963, a l'espai de TVE Primera fila. Intèrprets: Julia Gutiérrez Caba, Fernando Delgado, José María Escuer, Modesto Blanch, Margarita Calahorra.[4]
- 1969, a l'espai de TVE Teatro de siempre. Intèrprets: Mary Paz Ballesteros, José Franco, Alicia Hermida, Gerardo Malla, Amparo Valle.[5]
- 1987, a TVE. Intèrprets: Verónica Forqué, Antonio Vico, Margot Cottens, Ángel de Andrés, Luis Barbero, Marta Fernández Muro.[6]